# 诺阿亚克
诺阿亚克（法語：Noailhac，法語發音：[nɔajak]）是法国奥克西塔尼大区塔恩省的一个市镇，属于卡斯特尔区。

## 地理
诺阿亚克（43°34'26"N, 2°21'8"E）面积20.77 平方千米，位于法国奧克西塔尼大區塔恩省，该省份为法国南部内陆省份，北起顺时针与阿韦龙省、埃罗省、奥德省、上加龙省和塔恩-加龙省接壤。
与诺阿亚克接壤的市镇（或旧市镇、城区）包括：圣萨尔维-德拉巴尔姆、布瓦瑟宗、卡斯特爾、派兰-欧格蒙泰勒、蓬德拉恩、瓦尔迪朗克。

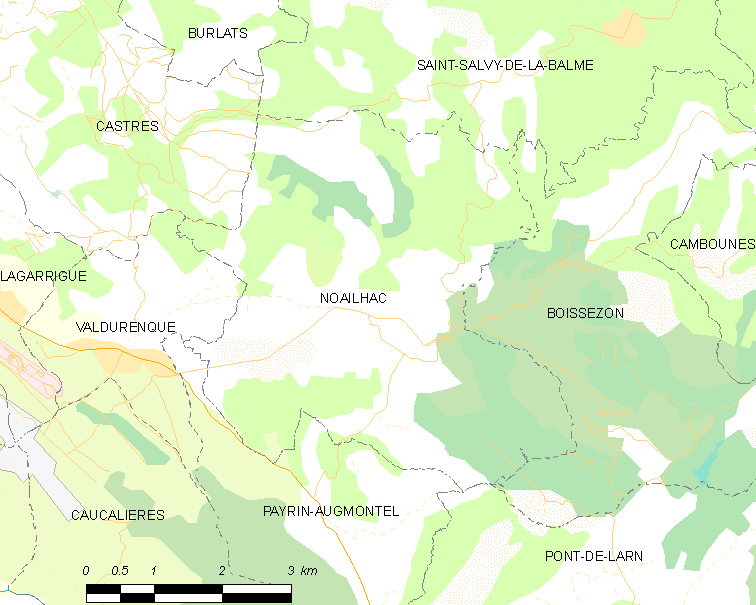
诺阿亚克的OSM定位图

诺阿亚克的时区为UTC+01:00、UTC+02:00（夏令时）。

## 行政
诺阿亚克的邮政编码为81490，INSEE市镇编码为81196。

## 政治
诺阿亚克所属的省级选区为马扎梅第一县。

## 人口

1962-2008年间诺阿亚克人口变化图示

诺阿亚克于2022年1月1日时的人口数量为835人。